# 太平省
太平省（越南语：／）是原越南紅河三角洲的一个省，省莅太平市。

## 地理
太平省北接海陽省，东北接海防市，西北接興安省，西接河南省，西南和南接南定省，东临北部湾。

## 历史

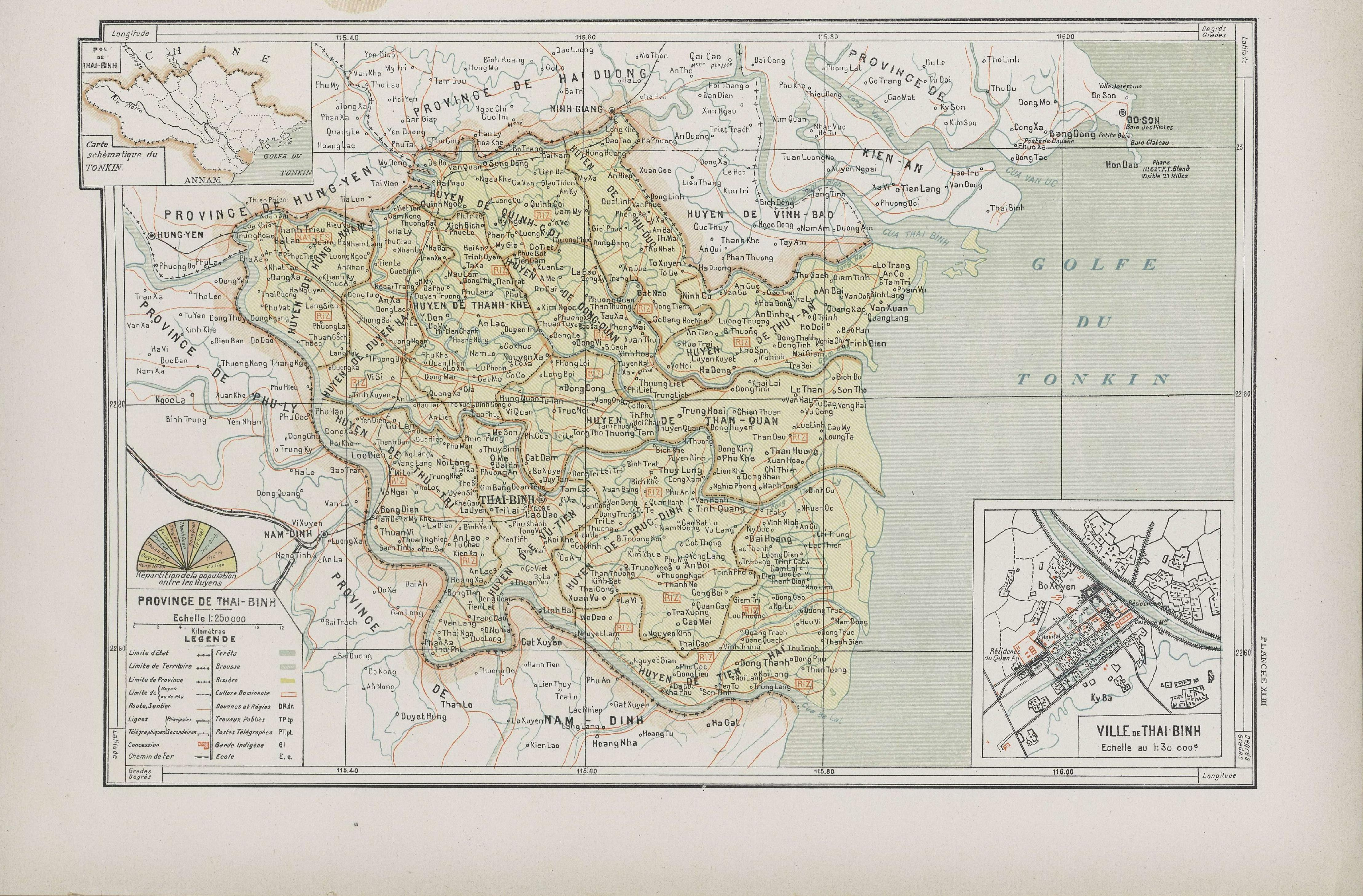
法属印度支那时期的太平省地图

1948年1月25日，越南政府将各战区合并为联区，战区抗战委员会改组为联区抗战兼行政委员会。第二战区、第三战区和第十一战区合并为第三联区，设立第三联区抗战兼行政委员会，太平省划归第三联区管辖。
1952年5月，太平省划归左岸区管辖。
1954年6月30日，北越接管太平市社。
1958年11月24日，胡志明签署敕令，自12月1日起撤销左岸区。太平省划归中央政府直接管辖。
1969年6月17日，东关县和先兴县合并为东兴县，兴仁县、延河县和先兴县5社合并为兴河县，琼瑰县和附翼县合并为琼附县，太宁县和瑞英县合并为太瑞县，武仙县和舒池县合并为武舒县，武仙县部分社划归建昌县管辖。
1969年9月10日，建昌县5社划归钱海县管辖。
1982年4月8日，武舒县2社划归太平市社管辖。
1986年，武舒县部分社划归太平市社管辖。
2004年4月29日，太平市社改制为太平市。
2007年12月13日，东兴县2社、建昌县2社和武舒县1社划归太平市管辖。
2013年12月12日，太平市被评定为二级城市。
2025年7月1日併入興安省後走入歷史。

## 行政區劃
太平省下辖1市7县，省莅太平市。
- 太平市（Thành phố Thái Bình）
- 東興縣（Huyện Đông Hưng）
- 興河縣（Huyện Hưng Hà）
- 建昌縣（Huyện Kiến Xương）
- 瓊附縣（Huyện Quỳnh Phụ）
- 太瑞縣（Huyện Thái Thụy）
- 錢海縣（Huyện Tiền Hải）
- 武舒縣（Huyện Vũ Thư）

## 外部連結
- 太平省电子信息门户网站（页面存档备份，存于）（越南文）